# Pseudotropheus polit
Pseudotropheus polit is een kleine, agressieve mbuna uit het Malawimeer. De vis komt hoofdzakelijk voor bij een plaats genaamd 'Lions Cove'.

## In de natuur
Pseudotropheus polit leeft in de diepere rotsachtige omgevingen, waar hij zich voedt met de op de rotsen aangegroeide algen, de 'aufwuchs'. De mannetjes zijn lichtblauw van kleur met een donkerblauwe tot zwarte buik. Deze donkere band loopt door tot net boven de bek onder het oog. Boven het oog zit nog een donkere streep als een soort masker. In de staartvin zit ook nog een donkere vlek. Bij het dominante mannetje kan de lichtblauwe kleur zeer helder, tot bijna wit worden. Bij niet dominante mannetjes is het kleurverschil minder. Het onderscheid tussen de donkere buik en het lichte lijf is dan veel minder waardoor hij veel minder opvalt. De vrouwtjes zijn egaal rood-bruin van kleur.

## In het aquarium
Deze agressieve rotsbewoner heeft een aquarium nodig met voldoende rotspartijen om de aangroei vanaf te kunnen eten en die voldoende holen biedt om een territorium te maken en in te schuilen. De watertemperatuur is optimaal tussen de 24 en 28 graden. De zuurgraad (pH) moet tussen de 7,8 en 8,6 liggen. Het water mag behoorlijk hard zijn.